# Osino-Gai
Osino-Gai (ryska Осино-Гай) är en by i Tambov oblast i Ryssland. Osino-Gai nämns i ett dokument från år 1719. Det område som Osino-Gai administrerar har cirka 1 000 invånare

## Personer från Ossino-Gai
- Zoja Kosmodemjanskaja (1923–1941), sovjetisk partisan
- Aleksander Kosmodemjanskij (1925–1945), sovjetisk officer